# La ragazza di Tony

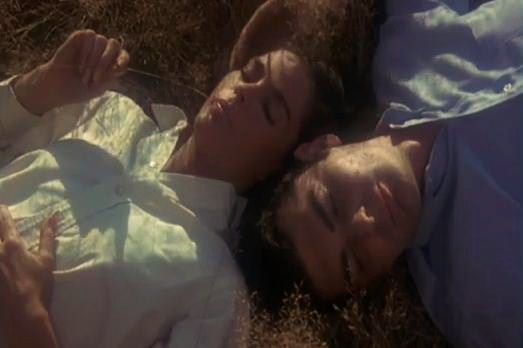
Un fotogramma del film

La ragazza di Tony è un film del 1969 del regista Larry Peerce. Il film è tratto da Addio, Columbus, novella nel libro d'esordio di Philip Roth.

## Riconoscimenti
- 1970 - Golden Globe
  - Miglior attrice debuttante (Ali MacGraw)